# 霍雷肖·帕克
霍雷肖·威廉·帕克（英語：Horatio William Parker；1863年9月15日—1919年12月18日），美国作曲家，音乐教育家。早年到慕尼黑从赖因贝格尔学习，归国后在耶鲁大学任教。他的创作风格受德奥传统影响很深，擅于写作大型作品，代表作有歌剧《莫娜》，康塔塔《最后时刻》等。另外，他还是艾夫斯的老师。

## 外部連結
- 霍雷肖·帕克的免费乐谱，由国际乐谱典藏计划提供
- 公有領域聲樂檔案館上霍雷肖·帕克的作品